# Graptomyza angustimarginata
Graptomyza angustimarginata är en tvåvingeart som beskrevs av Enrico Adelelmo Brunetti 1923. Graptomyza angustimarginata ingår i släktet Graptomyza och familjen blomflugor. Inga underarter finns listade i Catalogue of Life.